# Курдов Узакмамед
Узакмамед Курдов (4 червня 1949, село Тазе-дурмуш Ленінського району Ташаузької області, тепер Дашогузького велаяту, Туркменістан) — туркменський радянський діяч, робітник бавовноочисного заводу імені 50-річчя СРСР Ленінського району Ташаузької області Туркменської РСР. Член ЦК КПРС у 1990—1991 роках.

## Життєпис
У 1966 році закінчив середню школу в селищі Ленінськ Ташаузької області Туркменській РСР.
У 1966—1968 роках — вчитель школи № 16 села Тазе-дурмуш Ленінського району Ташаузької області.
З 1968 по 1970 рік служив у Радянській армії.
У 1970—1971 роках — курсант навчального комбінату Міністерства легкої промисловості Туркменської РСР в місті Мари.
З 1971 року — робітник бавовноочисного заводу імені 50-річчя СРСР Ленінського району Ташаузької області Туркменської РСР.
Член КПРС з 1986 року.
Подальша доля невідома.